# Melodi Grand Prix
Melodi Grand Prix познатији као Grand Prix и MGP, понекад и као Norsk Melodi Grand Prix, је годишње музичко такмичење које организује норвешки јавни емитер "Norsk Rikskringkasting"(NRK). Одређује представника земље за Песму Евровизије, а одржава се скоро сваке године од 1960. године.
Фестивал је донео три победника Евровизије, победника који није победио на телевизијском гласању и девет места у првих пет за Норвешку на такмичењу. Међутим, Норвешка држи рекорд по броју пријављених који су били последњи од уласка на Евровизију; 11 укупно. Упркос томе, такмичење и даље има значајан утицај на музичке листе у Норвешкој и другим нордијским земљама, а победник из 2008. је на врху норвешких топ листа.

## Порекло
Такмичење за Песму Евровизије почело је 24. маја 1956. својим првим издањем у Лугану, Швајцарска. Прво такмичење у Норвешкој било је пето такмичење Песме Евровизије, такмичење из 1960. Први Melodi Grand Prix одржан је 20. фебруара у седишту  NRK у Ослу. Десет песама се такмичило у полуфиналу радија, одржаном 2. фебруара, где ће 5 најбољих песама напредовати у телевизијско такмичење. Међутим, овај број је повећан на 6 након што су три песме изједначене на четвртом месту. Победник телевизијског такмичења био је "Voi Voi", у извођењу Нора Брокстедт. Брокстедт је извела прву норвешку песму за Евровизију у Лондону 29. марта и заузео респектабилно четврто место. Нора Брокстедт је такође победила на такмичењу следеће године са "Sommer i Palma".
Melodi Grand Prix није успео да се одржи у три наврата. Године 1970. Норвешка је изостала са такмичења због нордијског бојкота гласачког система, што је довело до изједначења четири пута за прво место на такмичењу 1969. године. Године 1991. догађај је отказан након што је NRK схватио да је квалитет конкурентских песама слаб и одлучио се за интерну селекцију да одабере песму за Рим. Коначна инстанца без Melodi Grand Prix била је 2002. године, када је Норвешка испала из такмичења 2002 contest након што предходне године завршила на последњем месту. Издање Melodi Grand Prix 2020. било је први случај да победник није учествовао на Евровизији, пошто је само такмичење отказано због пандемије ЦОВИД-19.

## Победници
Сви победници Melodi Grand Prix су наставили да представљају Норвешку на Песми Евровизије, осим победника 2020. након што је Песма Евровизије 2020. отказана због пандемије ЦОВИД-19. Норвешка га је освојила три пута: 1985, 1995. и 2009. године. Норвешка је такође била последња 11 пута, више од било које друге земље: 1963, 1969, 1974, 1976, 1978, 1981, 1990, 1997, 2001, 2004. и 2012.
У следећој табели су наведени радови који су завршили пети или више на Евровизији:
| Година | Песма                       | Уметник                       | Положај | Бодови |
| ------ | --------------------------- | ----------------------------- | ------- | ------ |
| 1960.  | "Voi Voi"                   | Нора Брокстедт                | 4       | 11     |
| 1966   | "Intet er nytt under solen" | Осе Клевеланд                 | 3рд     | 15     |
| 1985.  | "La det swinge"             | Бобисокс                      | 1ст     | 123    |
| 1988.  | "For vår jord"              | Каролина Кругер               | 5       | 88     |
| 1993.  | "Alle mine tankar"          | Сиље Виге                     | 5       | 120    |
| 1995   | " Ноктурно "                | Secret Garden (музичка група) | 1ст     | 148    |
| 1996.  | "I evighet"                 | Елизабет Андреасен            | 2нд     | 114    |
| 2003.  | "I'm Not Afraid to Move On" | Jostein Hasselgård            | 4       | 123    |
| 2008.  | "Hold On Be Strong"         | Марија Хекос Сторенг          | 5       | 182    |
| 2009.  | " Бајка "                   | Александер Рибак              | 1ст     | 387    |
| 2013.  | "I Feed You My Love"        | Маргарет Бергер               | 4       | 191    |
| 2023.  | "Queen of Kings"            | Алесандра Меле                | 5       | 268    |